# Così fan tutte (serie televisiva)
Così fan tutte è stata una sketch comedy italiana andata in onda su Italia 1 dal 7 settembre 2009 al 18 gennaio 2012. Il programma è stato improntato sul format della sitcom francese Vous les femmes (realizzata nel 2007 per quattro stagioni e diffusa e/o riadattata in diversi paesi europei) e l'obiettivo è ironizzare sui vizi e i difetti delle donne della società contemporanea.

## Il programma
È stata composta da piccoli sketch di circa uno o due minuti l'uno, in cui le protagoniste interpretano ogni volta un personaggio diverso, dalla dottoressa alla single disperata. Protagoniste della serie sono le attrici Alessia Marcuzzi e Debora Villa per la regia di Gianluca Fumagalli. In alcuni sketch della serie fra i protagonisti ci sono donne note della TV italiana: Claudia Gerini, Irene Pivetti, Elisabetta Canalis, Natasha Stefanenko, Katia Ricciarelli, Rossella Brescia, Lucilla Agosti, Cristina Parodi, Maria Grazia Cucinotta, Jessica Polsky, Alena Šeredová, Martina Colombari, Eleonora Pedron, Roberta Capua, Morena Salvino, Giorgia Palmas, Valeria Marini, Paola Barale, Fiona May, Raffaella Fico, Emanuela Folliero, Diana Del Bufalo e Belén Rodríguez.
Ma anche uomini noti della TV italiana: Luca e Paolo (Luca Bizzarri e Paolo Kessisoglu), Ricky Memphis ed Emanuele Filiberto.

## Messa in onda
Inizialmente la serie era stata programmata per andare in onda alle 20:00 su Italia 1, tuttavia le frequenti allusioni sessuali (comunque meno esplicite rispetto a quelle presenti nella versione originale francese, da cui molti sketch erano ripresi) della serie hanno spinto il Moige e alcuni parlamentari, fra cui Alessandra Mussolini, a chiederne uno slittamento in seconda serata. A seguito delle proteste, dal 12 settembre 2009 è stato spostato alla mezzanotte del venerdì.
In particolare la scena che ha ricevuto maggiori critiche è stata quella in cui la Marcuzzi, al ristorante con la Villa, non riesce a mangiare un würstel bollente e, nel tentativo di addentarlo senza scottarsi, mima involontariamente una fellatio (questa scena è presente quasi identica in un episodio dalla prima stagione dell'edizione francese). La conduttrice si è difesa più volte, spiegando che secondo lei i bambini non potevano capire l'allusione sessuale, evidente agli occhi degli adulti.
I buoni ascolti della prima stagione hanno consentito la realizzazione di una seconda stagione, la quale è andata in onda dal 30 ottobre 2011 al 18 gennaio 2012 in seconda serata su Italia 1, ottenendo, per la fascia oraria di riferimento, ottimi risultati d'ascolto.

## Episodi
| Stagione         | Episodi | Prima TV  |
| ---------------- | ------- | --------- |
| Prima stagione   | 18      | 2009      |
| Seconda stagione | 12      | 2011-2012 |

## Edizioni internazionali (parziale)
| Nome            | Nazione  | Interprete/i principali    | stagioni | anni di trasmissione |
| --------------- | -------- | -------------------------- | -------- | -------------------- |
| Vous les femmes | Francia  | Olivia Cote, Judith Siboni | 4        | 2007-2010            |
| Knallerfrauen   | Germania | Martina Hill               | 1        | 2011-2012            |